# 張璪 (唐朝)
張璪（?—?），又作張藻，字文通。吳郡（今江蘇省蘇州市）人，唐代畫家，尤其擅於山水松石之畫，畫松更是「特出古今」，撰有《繪境》，今不傳:164。

## 生平
官至祠部員外郎、鹽鐵判官。安史之亂時曾被安祿山收留。安史之亂被平定後，被貶為衡州司馬、忠州司馬。

## 作品
張璪所畫的樹石山水，在當代就具高價，所繪製的圖幛當時已是廣為流傳，朱景元稱其「人間至多 」；亦有許多寺院的壁畫作品。而他最擅長且為眾畫評家稱頌的是其畫松之作。
張璪曾撰《繪境》一篇，言畫之要訣 。但在唐朝張彥遠已極少見 。
其畫作有《松石圖》、《寒林圖》、《松竹高僧圖》等傳世。

## 評價与特色
- 張彥遠在《歷代名畫記》卷一寫：「山水之變，始於吳，成於二李（李將軍李中書） ，樹石之狀，妙於韋偃，窮於張通（張璪）[5]。」並且稱其作畫的方法特殊，能「用紫毫禿鋒，以掌摸色，中遺巧飾，外若混成」[5]。

- 當時著名的山水雜畫畫家有七大家： 崔陽元、李炅、張惟亙、李滔、張通、耿昌言、耿昌期，張彥遠又認為張璪尤是其中最精擅者[6] 。

- 唐朱景元評唐代畫家時，把張璪列於神品下七人之六 [1]。

- 唐代另一位曾師於張璪的畫家劉商，在張璪貶竄之後曾詠《懷張璪》 詩：「苔石蒼蒼臨澗水，溪風裊裊動松枝。世間惟有張通會，流向衡陽那得知？」。[4][7]

- 唐人符载《观张员外画松石序》，说张璪画山水，座客二十四儿，立左右围观，「员外居中箕坐鼓气，神机始发。其骇人也，若流电击空，惊飙泪天。摧挫斡掣，伪霍瞥列，毫飞墨喷，掠卒掌如裂，离合徜徉，忽生怪状。及其终也，则松麟皴，古峰岩，水湛湛，云窈眇，投笔而起，为之四顾，若雷雨之澄雾，见万物之情性，观夫张公之艺非画也，真道也。」

## “雙管齊下”
- 張璪畫松時“嘗以手握雙管，一時齊下，一為生枝，一為枯枝”，是成語“雙管齊下”典故之由來 [3] [1]。

- 張璪的名言「外師造化,中得心源」。